# نیروگاه برق آبی سوارتیسن
نیروگاه برق آبی سوارتیسن (به لاتین: Svartisen Hydroelectric Power Station) یک نیروگاه برقابی در نروژ است که در Meløy واقع شده‌است.